# Can't Speak French
Singles de Girls Aloud
Call the Shots
(2007)
Pistes de Tangled Up
Girl Overboard Black Jacks
Can't Speak French est le dix-huitième single du girl group anglais Girls Aloud, et le troisième extrait de leur quatrième album studio Tangled Up. Son choix en tant que single a été confirmé le 15 janvier 2008 sur le site officiel du groupe. Il est sorti dans le commerce le 17 mars 2008 au Royaume-Uni.

## Clip vidéo
La vidéo de Can't Speak French a été tournée à la fin janvier 2008 à Londres. C'est le réalisateur américain Petro qui a réalisé le clip pour la maison de production Draw Pictures. Il fut diffusé pour la première fois sur Internet via Yahoo! Music le 14 février, alors qu'à la télévision ce la première diffusion officielle fut sur Channel 4 dans l'émission Freshly Squeezed le 16 février. Cependant, le clip est apparu sur quelques chaînes musicales comme The Box dès le 13 février.
Dans le clip on y voit les Girls Aloud portant des costumes élaborés s'inspirant du style de Marie Antoinette et de la mode française du XVIIIe siècle. Elles mettent la pagaille au milieu d'un repas et jouent les séductrices auprès des convives masculins en dansant de manière provocante et en flirtant avec les hommes. À la fin du clip, Sarah danse au milieu de la table. Tout au long de la vidéo, on peut voir des passages sur chacune des filles.
Le 16 février, Can't Speak French s'est classé 1er du classement Box Breakers, devenant ainsi le Clip le Plus Chaud du Jour.

## Formats et liste des pistes
| #                          | Titre                                                 | Durée    |
| -------------------------- | ----------------------------------------------------- | -------- |
| Single                     |                                                       |          |
| 1.                         | "Can't Speak French" [Radio Edit]                     | 3 min 19 |
| 2.                         | "Hoxton Heroes"                                       | 3 min 08 |
| Maxi Single                |                                                       |          |
| 1.                         | "Can't Speak French" [Radio Edit]                     | 3 min 19 |
| 2.                         | "Je ne parle pas français"                            | 3 min 41 |
| 3.                         | "Can't Speak French" [Passions Mix]                   | 6 min 11 |
| 4.                         | "With Every Heartbeat" [Live Lounge cover]            | 3 min 58 |
| 5.                         | "Can't Speak French" [Video]                          | 3 min 19 |
| Single Digital Britannique |                                                       |          |
| 1.                         | "Can't Speak French" [Tony Lamezma Mix Radio Edit]    | 4 min 00 |
| 2.                         | "Can't Speak French" [Jeremy Wheatley Mix Radio Edit] | 3 min 19 |

## Classement des ventes
| Pays               | Meilleure position |
| ------------------ | ------------------ |
| Royaume-Uni        | 9                  |
| Irlande            | 13                 |
| Croatie            | 12                 |
| Estonie            | 39                 |
| Lituanie Diffusons | 26                 |
| Europe             | 43                 |